# Survivor Series 2019
Survivor Series 2019 è stata la trentatreesima edizione dell'omonimo evento in pay-per-view di wrestling organizzato dalla WWE. L'evento si è svolto il 24 novembre 2019 al Allstate Arena di Rosemont (Illinois).
Per la prima volta nella storia, il roster di NXT ha preso parte ad un pay-per-view del main  roster.

## Storyline
Nella puntata di SmackDown del 1º novembre 2019, a causa del ritardo del volo causato da Crown Jewel in Arabia Saudita del giorno prima (per problemi diplomatici), che ha impedito a molti atleti del roster di tornare negli Stati Uniti in tempo per lo show, alcuni membri del roster di NXT hanno preso parte alla puntata in diversi incontri, con Adam Cole che ha difeso con successo l'NXT Championship contro Daniel Bryan, Tommaso Ciampa che ha sconfitto The Miz e Rhea Ripley e Tegan Nox che hanno sconfitto le Fire & Desire (Mandy Rose e Sonya Deville), mentre l'NXT Women's Champion Shayna Baszler ha attaccato la SmackDown Women's Champion Bayley dopo che questa aveva difeso con successo il titolo contro Nikki Cross. Nel finale di puntata, Triple H, il COO di NXT, ha lanciato la sfida ai roster di Raw e SmackDown, con il roster giallo che prenderà parte a Survivor Series come terzo brand da fronteggiare.
Nella puntata di Raw del 4 novembre sono stati annunciati due Triple Threat match tra i vari roster: nel primo, la SmackDown Women's Champion Bayley avrebbe affrontato la Raw Women's Champion Becky Lynch e l'NXT Women's Champion Shayna Baszler, mentre nel secondo gli SmackDown Tag Team Champions del New Day (Big E e Kofi Kingston) avrebbero affrontato gli NXT Tag Team Champions dell'Undisputed Era (Bobby Fish e Kyle O'Reilly) e i Raw Tag Team Champions i Viking Raiders. Per quanto riguarda la divisione di coppia, inizialmente erano i Revival i detentori dello SmackDown Tag Team Championship ma, nella puntata di SmackDown dell'8 novembre, hanno perso i titoli contro Big E e Kofi Kingston del New Day, i quali hanno preso il loro posto nella contesa tra brand. L'11 novembre, inoltre, è stato annunciato anche un Triple Threat match per Survivor Series tra i campioni secondari dei vari roster: lo United States Champion AJ Styles affronterà l'Intercontinental Champion Shinsuke Nakamura e l'NXT North American Champion Roderick Strong.
Il 31 ottobre, a Crown Jewel, Brock Lesnar ha difeso con successo il WWE Championship contro Cain Velasquez; successivamente, Lesnar è stato attaccato da Rey Mysterio con una sedia. Successivamente, nella puntata di SmackDown del 1º novembre, Lesnar ha annunciato di volersi trasferire nel roster di Raw per attaccare Rey Mysterio, portando con sé il WWE Championship. Nella puntata di Raw del 4 novembre Lesnar ha seminato il panico nello show (attaccando persino il commentatore Dio Maddin) per poi venir attaccato da Mysterio con una mazza da baseball. In seguito, nel backstage, Mysterio ha sfidato Lesnar per il WWE Championship a Survivor Series. Nella puntata di Raw del 18 novembre l'incontro è stato modificato in un No Holds Barred No Disqualification match.
Come ogni anno, sono stati annunciati due match ad eliminazione tra i vari brand: l'8 novembre, Seth Rollins è stato nominato capitano del team maschile di Raw, nominando poi l'11 novembre l'intero team composto da Drew McIntyre, Kevin Owens, Randy Orton e Ricochet. Per il match femminile, invece, Sasha Banks è stata nominata capitano del team femminile di SmackDown, nominando Carmella e Dana Brooke come prime sue due compagne, mentre il 15 novembre Lacey Evans e Nikki Cross sono state aggiunte al team. Il 13 novembre, è stato invece annunciato l'intero team maschile di SmackDown: Braun Strowman, King Corbin, Mustafa Ali, Roman Reigns (capitano) e Shorty G. Nella puntata di Raw del 18 novembre è stato annunciato l'intero team femminile di Raw: Charlotte Flair, Natalya, Sarah Logan e le Women's Tag Team Champions, le Kabuki Warriors (Asuka e Kairi Sane). Il 23 novembre, invece, è stato annunciato l'intero team femminile di NXT formato da Bianca Belair, Candice LeRae, Io Shirai, Rhea Ripley (capitano) e Toni Storm.
Nella puntata di SmackDown dell'8 novembre, durante una discussione nel backstage tra Daniel Bryan e Sami Zayn, l'Universal Champion "The Fiend" Bray Wyatt ha brutalmente attaccato Bryan. Nella puntata di SmackDown del 15 novembre, durante il Miz TV, Bryan ha sfidato pubblicamente Bray Wyatt (apparso sul titantron nelle sue vesti borghesi durante la Firefly Fun House) per l'Universal Championship a Survivor Series, con il campione che ha accettato.
Il 19 novembre è stato annunciato che il vincitore del Triple Threat match tra Damian Priest, Killian Dain e Pete Dunne che si svolgerà il 23 novembre a NXT TakeOver: WarGames III affronterà Adam Cole per l'NXT Championship a Survivor Series. In tale match, Dunne ha prevalso, e a Survivor Series affronterà Adam Cole, appunto, per l'NXT Championship.

## Risultati
| #       | Incontri | Stipulazioni                                              | Durata |
| ------- | --- | --------------------------------------------------------- | ------ |
| Kickoff | Dolph Ziggler e Robert Roode hanno vinto eliminando per ultimi gli Street Profits | 10-team Battle Royal                                      | 8:20   |
| Kickoff | Lio Rush (c) ha sconfitto Akira Tozawa e Kalisto | Triple threat match per l'NXT Cruiserweight Championship  | 8:20   |
| Kickoff | I Viking Raiders (Raw Tag Team Champions) hanno sconfitto il New Day (Big E e Kofi Kingston) (SmackDown Tag Team Champions) e l'Undisputed Era (Bobby Fish e Kyle O'Reilly) (NXT Tag Team Champions)                                                    | Triple threat tag team match                              | 14:35  |
| 1       | Team NXT (Bianca Belair, Candice LeRae, Io Shirai, Rhea Ripley e Toni Storm) ha sconfitto Team Raw (Asuka, Charlotte Flair, Kairi Sane, Natalya e Sarah Logan) e Team SmackDown (Carmella, Dana Brooke, Lacey Evans, Nikki Cross e Sasha Banks)         | 5-on-5-on-5 Traditional Survivor Series Elimination match | 28:00  |
| 2       | Roderick Strong (NXT North American Champion) ha sconfitto AJ Styles (United States Champion) e Shinsuke Nakamura (Intercontinental Champion) (con Sami Zayn)                                                                                           | Triple threat match                                       | 16:45  |
| 3       | Adam Cole (c) ha sconfitto Pete Dunne | Single match per l'NXT Championship                       | 14:10  |
| 4       | "The Fiend" Bray Wyatt (c) ha sconfitto Daniel Bryan | Single match per il WWE Universal Championship            | 10:10  |
| 5       | Team SmackDown (Braun Strowman, King Corbin, Mustafa Ali, Roman Reigns e Shorty G) ha sconfitto Team NXT (Damian Priest, Keith Lee, Matt Riddle, Tommaso Ciampa e Walter) e Team Raw (Drew McIntyre, Kevin Owens, Randy Orton, Ricochet e Seth Rollins) | 5-on-5-on-5 Traditional Survivor Series Elimination match | 29:25  |
| 6       | Brock Lesnar (c) (con Paul Heyman) ha sconfitto Rey Mysterio | No holds barred match per il WWE Championship             | 7:00   |
| 7       | Shayna Baszler (NXT Women's Champion) ha sconfitto Bayley (SmackDown Women's Champion) e Becky Lynch (Raw Women's Champion) per sottomissione | Champions triple threat match                             | 18:10  |

### Survivor Series Elimination match
Il rosso indica le superstar di Raw, il blu indica le superstar di SmackDown e il giallo per le superstar di NXT
| N. eliminazione | Wrestler                                          | Team                                              | Eliminata da                                      |                                                   |
| --------------- | ------------------------------------------------- | ------------------------------------------------- | ------------------------------------------------- | ------------------------------------------------- |
| 1               | Nikki Cross                                       | SmackDown                                         | Bianca Belair                                     |                                                   |
| 2               | Sarah Logan                                       | Raw                                               | Bianca Belair                                     |                                                   |
| 3               | Carmella                                          | SmackDown                                         | Charlotte Flair                                   |                                                   |
| 4               | Kairi Sane                                        | Raw                                               | Sasha Banks                                       |                                                   |
| 5               | Dana Brooke                                       | SmackDown                                         | Asuka                                             |                                                   |
| 6               | Asuka                                             | Raw                                               | Count-out                                         |                                                   |
| 7               | Charlotte Flair                                   | Raw                                               | Lacey Evans                                       |                                                   |
| 8               | Lacey Evans                                       | SmackDown                                         | Natalya                                           |                                                   |
| 9               | Toni Storm                                        | NXT                                               | Natalya                                           |                                                   |
| 10              | Bianca Belair                                     | NXT                                               | Sasha Banks                                       |                                                   |
| 11              | Natalya                                           | Raw                                               | Sasha Banks                                       |                                                   |
| 12              | Sasha Banks                                       | SmackDown                                         | Rhea Ripley                                       |                                                   |
| Sopravvissute:  | Team NXT (Candice LeRae, Io Shirai e Rhea Ripley) | Team NXT (Candice LeRae, Io Shirai e Rhea Ripley) | Team NXT (Candice LeRae, Io Shirai e Rhea Ripley) | Team NXT (Candice LeRae, Io Shirai e Rhea Ripley) |

| N. eliminazione | Wrestler                      | Team                          | Eliminato da                  |                               |
| --------------- | ----------------------------- | ----------------------------- | ----------------------------- | ----------------------------- |
| 1               | Walter                        | NXT                           | Drew McIntyre                 |                               |
| 2               | Shorty G                      | SmackDown                     | Kevin Owens                   |                               |
| 3               | Kevin Owens                   | Raw                           | Tommaso Ciampa                |                               |
| 4               | Damian Priest                 | NXT                           | Randy Orton                   |                               |
| 5               | Randy Orton                   | Raw                           | Matt Riddle                   |                               |
| 6               | Matt Riddle                   | NXT                           | King Corbin                   |                               |
| 7               | Braun Strowman                | SmackDown                     | Count-out                     |                               |
| 8               | Ricochet                      | Raw                           | King Corbin                   |                               |
| 9               | Mustafa Ali                   | SmackDown                     | Seth Rollins                  |                               |
| 10              | Drew McIntyre                 | Raw                           | Roman Reigns                  |                               |
| 11              | King Corbin                   | SmackDown                     | Tommaso Ciampa                |                               |
| 12              | Tommaso Ciampa                | NXT                           | Seth Rollins                  |                               |
| 13              | Seth Rollins                  | Raw                           | Keith Lee                     |                               |
| 14              | Keith Lee                     | NXT                           | Roman Reigns                  |                               |
| Sopravvissuto:  | Team SmackDown (Roman Reigns) | Team SmackDown (Roman Reigns) | Team SmackDown (Roman Reigns) | Team SmackDown (Roman Reigns) |